# 天津市交通运输委员会
天津市交通运输委员会是中华人民共和国天津市人民政府主管全市交通运输和港口管理事务工作的组成部门。

## 机构设置

### 内设机构
- 办公室
- 干部人事处（统战处、离退休干部处）
- 研究室（宣传处）
- 法规处（审计处）
- 政务服务处
- 综合规划处（京津冀交通一体化协同处）
- 综合运输管理处
- 建设管理处
- 设施管理处（超限管理处）
- 轨道交通处
- 铁路建设处
- 安全监督处（应急管理办公室）
- 财务处
- 网络安全和信息化办公室
- 公共交通处
- 出租汽车处
- 道路客运处
- 道路货运处
- 科技处（绿色交通处）
- 交通战备处
- 机关党委办公室
- 巡察工作办公室（与党建工作处合署办公）
- 巡察组[1]

### 直属单位
- 天津市港航管理局
- 天津市交通运输综合行政执法总队
- 天津市公路事业发展服务中心
- 天津市交通运输基础设施养护服务中心
- 天津市轨道交通事业发展服务中心
- 天津市智能交通运行监测中心
- 天津市交通运输综合服务中心
- 天津市市政工程配套服务中心
- 天津市交通科学研究院
- 天津市交通运输工程建设服务中心
- 天津市市政工程学校
- 天津市道路运输事业发展服务中心
- 天津市道路运输调度服务中心

（公路事业发展服务中心加挂公路治理车辆超限超载事务中心、农村公路事务中心牌子；交通运输基础设施养护服务中心加挂交通运输应急保障中心牌子；轨道交通事业发展服务中心加挂地铁管理处牌子；交通运输综合服务中心加挂小客车总量调控服务中心牌子；市政工程配套服务中心加挂交通运输职业资格中心牌子；交通科学研究院加挂市政工程研究院、市政工程质量检测中心牌子；交通运输工程建设服务中心加挂市政公路利用世界银行贷款事务中心牌子）